# Недеља (лист)
Недеља: илустровани лист за забаву и поуку је илустровани забавни лист који је излазио у Београду у периоду август-октобар 1907. године и од маја 1909. до априла 1910. године. Власник и одговорни уредник био је Стева П. Видаковић.

## Историјат
Недеља је илустровани забавни лист који је излазио у Београду, једном недељно у периоду од 1907. до 1910. године, са прекидом у излажењу у 1908. години. Власник и одговорни уредник био је Стева П. Видаковић. Велики део листа био је посвећен књижевним прилозима, причама, романима и песмама. Осим тога у листу су објављиване и слике државника, политичара, књижевника, уметника и других истакнутих личности из тог доба. У сталним рубрикама биле су кратке вести из културе, науке и друштва, а у листу је био и велики број реклама и огласа.
Промена поднаслова:
- од бр. 1 (1909) Илустрован недељни забавник,
- од бр. 1 (1910) Илустрован седмични забавник,
- од бр. 6 (1910) Илустрован недељни забавник. [2]

## Периодичност излажења
Часопис је излазио сваке недеље.

## Галерија
- Огласи, св. 1 (1907)
- Песма и приповетка, св. 1 (1907)
- Повратак краља Петра у Београд, св. 13 (1910)